# Ascorhynchus meteor
Ascorhynchus meteor là một loài nhện biển trong họ Ascorhynchidae. Loài này thuộc chi Ascorhynchus. Ascorhynchus meteor được miêu tả khoa học năm 1989 bởi Muller.